# Осокорківські озера

Осокорківські озера на карті Києва

Осокоркі́вські озе́ра — група озер в Києві, місцевість Осокорки.

## Розташування
Розташовані на південь від проспекту Миколи Бажана. Всі озера переважно природного походження і утворилися на заплавних луках, які підтоплюються під час повеней.

## Історія походження

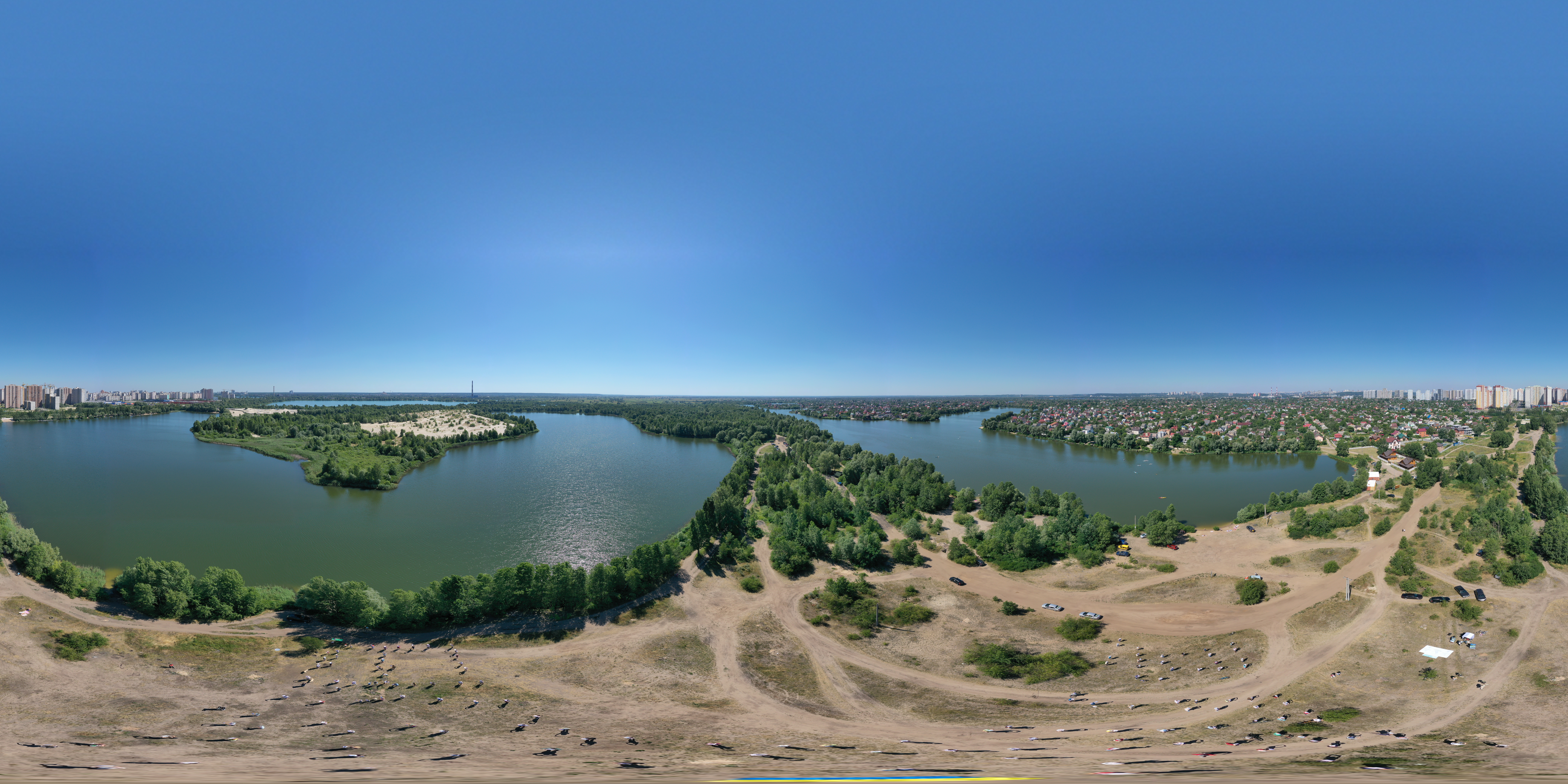
Озера Небреж (зліва) та Мартишів (справа), вид з квадрокоптера

Частина озер утворилася на місці природних, за рахунок намивних робіт при будівництві навколишніх житлових масивів.

## Перелік водойм
Найбільші озера — Тягле, Небреж, Мартишів, В'язки, Підбірна, Зариваха, Яремине. Загалом до цієї групи відносять понад 70 водойм різного розміру, переважна частина з дрібних водойм розташована на території садово-дачних ділянок Нижні Сади.

## Приземлення літака на болотах
2 червня 1976 року на болотистій місцевості в районі Осокорків (вул. Колекторна) здійснив аварійну посадку радянський лайнер Як-40, бортовий номер СРСР-87541, Литовського управління цивільної авіації, що виконував рейс Каунас–Київ.